# 1-octanol
1-octanolul (denumit și alcool n-octilic, n-octanol sau alcool caprilic) este un compus organic cu formula chimică CH3(CH2)7OH. Prezintă un miros înțepător, dar este utilizat pentru a sintetiza diverși esteri folositori pe post de agenți de parfumare și aromatizare. Unul dintre esterii săi, acetatul de octil, este un component frecvent al uleiurilor esențiale. Este utilizat și pentru a evalua lipofilia produselor farmaceutice, prin intermediul coeficientului de partiție octanol-apă.

## Obținere
Octanolul este obținut la nivel industrial în urma unui proces de oligomerizare a etilenei utilizând trietilaluminiu, urmat de un proces de oxidare a produșilor de alchilaluminiu (procedeul Ziegler):
Al(C2H5)3  +  9 C2H4   →  Al(C8H17)3
Al(C8H17)3 +  3 O  +  3 H2O  →  3 HOC8H17  +  Al(OH)3
Acest proces produce o varietate de alcooli izomeri, care pot fi separați prin distilare.